# Puy-Malsignat
Puy-Malsignat là một xã thuộc tỉnh Creuse trong vùng Nouvelle-Aquitaine miền trung nước Pháp. Xã này nằm ở khu vực có độ cao trung bình 615 mét trên mực nước biển.
Sông Voueize tạo thành một phần ranh giới phía đông thị trấn.

## Dân số
| 1962                                                        | 1968 | 1975 | 1982 | 1990 | 1999 | 2005 |
| ----------------------------------------------------------- | ---- | ---- | ---- | ---- | ---- | ---- |
| 232                                                         | 244  | 215  | 213  | 194  | 194  | 198  |
| Số liệu điều tra dân số từ năm 1962 Dân số chỉ tính một lần |      |      |      |      |      |      |

## Địa điểm nổi bật
- Nhà thờ, thế kỷ 13.
- Phế tích của lâu đài thế kỷ 11.
- Lâu đài Margeleix, thế kỷ 17.
- Nhà thờ tại Vallensanges